# 仇氏双雄
《仇氏双雄》，是1972年司马雄锋执导，田易编剧、葛小宝等出演的电影作品，该电影主要讲述的是仇家次子为兄长报仇，然后改变其之前惹是生非的性格的故事。

## 電影內容
仇家有一对儿兄弟，哥哥勤劳正直，弟弟却很喜欢惹是生非。
在这之后，由于他们与当地恶霸发生了矛盾，所以恶霸设计让兄弟反目，并且还害死了这对儿兄弟中的哥哥。
其后弟弟得知了一些事情后，决定为哥哥报仇。

## 演员
- 葛小宝
- 殷忠诚
- 陈丽丽
- 巴戈
- 山茅
- 狄俊

## 備註
1. ↑  . 2007年.
2. ↑  梁良. . 1984年.
3. ↑  . 2004年.

## 外部連結
- 豆瓣电影上《仇氏双雄》的資料 （简体中文）
- 香港影庫上《仇氏双雄》的資料（繁體中文）
- 互联网电影数据库（IMDb）上《仇氏双雄》的资料（英文）